# 주홍콩 일본 총영사관
주홍콩 일본 총영사관(일본어: 在香港日本国総領事館 자이홍콩 닛폰코쿠 소우료우지칸[*], 영어: Consulate-General of Japan in Hong Kong)은 일본 외무성이 홍콩에 설치한 총영사관이다. 관할 구역은 홍콩과 마카오이다. 홍콩 중완 교역광장 제1동 46층과 47층에 각각 위치한다.

## 교통편
철도
- 공도선, 췬완선 : 중완역
- 둥충선, 홍콩 공항철도 : 홍콩역

## 같이 보기
- 재홍콩 일본인
- 주도쿄 홍콩 경제무역대표부
- 주홍콩 대한민국 총영사관
- 주홍콩·마카오 미국 총영사관(영어판)
- 주홍콩 영국 총영사관(영어판)